# Nova Palmeira
Pour les articles homonymes, voir Palmeira.
Nova Palmeira est une ville brésilienne du centre de l'État de la Paraíba.
Sa population était estimée à 3 934 habitants en 2007. La municipalité s'étend sur 310 km2.

## Personnalités liées à la commune
Fátima Bezerra (PT), femme politique et gourverneure de l'état du Rio Grande do Norte depuis 2018 est native de la commune.